# Tournoi de tennis de Kooyong
Le tournoi exhibition de Kooyong, appelé officiellement Kooyong Classic, se tient chaque année depuis 1988 à Kooyong, une banlieue de Melbourne. Il précède l'Open d'Australie pour lequel il sert de tournoi de préparation. Il se déroule au Kooyong Stadium qui accueillait l'Open d'Australie jusqu'en 1987.
Initialement uniquement masculin, un tournoi féminin est organisé en 1993 puis depuis 2017.

## Palmarès

### Simple messieurs
| No | Date       | Nom et lieu du tournoi                        | Catégorie | Dotation | Surface    | Vainqueur           | Finaliste             | Score             |  |
| -- | ---------- | --------------------------------------------- | --------- | -------- | ---------- | ------------------- | --------------------- | ----------------- |  |
| 1  | 01-1988    | Kooyong Invitational, Melbourne               | Non-ATP   | NC       | Dur (ext.) | Pat Cash            | Wally Masur           | 6-4, 7-64         |  |
| 2  | 01-1989    | Kooyong Invitational, Melbourne               | Non-ATP   | NC       | Dur (ext.) | Mark Kratzmann      | Wally Masur           | 6-4, 1-6, 7-6     |  |
| 3  | 01-1990    | Colonial Mutual Classic, Melbourne            | Non-ATP   | NC       | Dur (ext.) | Darren Cahill       | Todd Woodbridge       | 6-2, 6-3          |  |
| 4  | 01-1991    | Colonial Mutual Classic, Melbourne            | Non-ATP   | NC       | Dur (ext.) | Goran Prpić         | Richard Fromberg      | 6-4, 66-7, 6-3    |  |
| 5  | 01-1992    | Colonial Mutual Classic, Melbourne            | Non-ATP   | NC       | Dur (ext.) | Neil Borwick        | Richard Fromberg      | 65-7, 7-611, 7-65 |  |
| 6  | 01-1993    | Colonial Classic, Melbourne                   | Non-ATP   | NC       | Dur (ext.) | Thomas Muster       | Aleksandr Volkov      | 6-3, 1-6, 7-61    |  |
| 7  | 01-1995    | Colonial Classic, Melbourne                   | Non-ATP   | NC       | Dur (ext.) | Michael Chang       | Pete Sampras          | 7-64, 6-3         |  |
| 8  | 01-1996    | Colonial Classic, Melbourne                   | Non-ATP   | NC       | Dur (ext.) | Michael Chang       | Ievgueni Kafelnikov   | 7-5, 6-1          |  |
| 9  | 01-1997    | Colonial Classic, Melbourne                   | Non-ATP   | NC       | Dur (ext.) | Michael Chang       | Pete Sampras          | 4-6, 6-4, 6-2     |  |
| 10 | 01-1998    | Colonial Classic, Melbourne                   | Non-ATP   | NC       | Dur (ext.) | Mark Philippoussis  | Andre Agassi          | 6-3, 7-63         |  |
| 11 | 01-1999    | Colonial Classic, Melbourne                   | Non-ATP   | NC       | Dur (ext.) | Thomas Enqvist      | Mark Philippoussis    | 6-4, 6-1          |  |
| 12 | 01-2000    | Colonial Classic, Melbourne                   | Non-ATP   | NC       | Dur (ext.) | Andre Agassi        | Mark Philippoussis    | Forfait           |  |
| 13 | 01-2001    | Colonial Classic, Melbourne                   | Non-ATP   | NC       | Dur (ext.) | Andre Agassi        | Ievgueni Kafelnikov   | 6-3, 3-6, 6-3     |  |
| 14 | 01-2002    | Commonwealth Bank International, Melbourne    | Non-ATP   | NC       | Dur (ext.) | Pete Sampras        | Andre Agassi          | 7-66, 66-7, 6-3   |  |
| 15 | 01-2003    | Commonwealth Bank International, Melbourne    | Non-ATP   | NC       | Dur (ext.) | Andre Agassi        | Sébastien Grosjean    | 6-2, 6-3          |  |
| 16 | 01-2004    | Commonwealth Bank International, Melbourne    | Non-ATP   | NC       | Dur (ext.) | David Nalbandian    | Andre Agassi          | 6-2, 6-3          |  |
| 17 | 01-2005    | Kooyong Classic, Melbourne                    | Non-ATP   | NC       | Dur (ext.) | Roger Federer       | Andy Roddick          | 6-4, 7-5          |  |
| 18 | 01-2006    | AAMI Classic, Melbourne                       | Non-ATP   | NC       | Dur (ext.) | Andy Roddick        | Tommy Haas            | 6-3, 7-66         |  |
| 19 | 01-2007    | AAMI Classic, Melbourne                       | Non-ATP   | NC       | Dur (ext.) | Andy Roddick        | Roger Federer         | 6-2, 3-6, 6-3     |  |
| 20 | 01-2008    | AAMI Classic, Melbourne                       | Non-ATP   | NC       | Dur (ext.) | Andy Roddick        | Márcos Baghdatís      | 7-5, 6-3          |  |
| 21 | 14-01-2009 | AAMI Classic, Melbourne                       | Non-ATP   | NC       | Dur (ext.) | Roger Federer       | Stanislas Wawrinka    | 6-1, 6-3          |  |
| 22 | 13-01-2010 | AAMI Classic, Melbourne                       | Non-ATP   | NC       | Dur (ext.) | Fernando Verdasco   | Jo-Wilfried Tsonga    | 7-5, 6-3          |  |
| 23 | 12-01-2011 | AAMI Classic, Melbourne                       | Non-ATP   | NC       | Dur (ext.) | Lleyton Hewitt      | Gaël Monfils          | 7-5, 6-3          |  |
| 24 | 11-01-2012 | AAMI Classic, Melbourne                       | Non-ATP   | NC       | Dur (ext.) | Bernard Tomic       | Mardy Fish            | 6-4, 4-6, 7-5     |  |
| 25 | 09-01-2013 | AAMI Classic, Melbourne                       | Non-ATP   | NC       | Dur (ext.) | Lleyton Hewitt      | Juan Martín del Potro | 6-1, 6-4          |  |
| 26 | 08-01-2014 | AAMI Classic, Melbourne                       | Non-ATP   | NC       | Dur (ext.) | Kei Nishikori       | Tomáš Berdych         | 6-4, 7-5          |  |
| 27 | 13-01-2015 | Priceline Pharmacy Kooyong Classic, Melbourne | Non-ATP   | NC       | Dur (ext.) | Fernando Verdasco   | Alexandr Dolgopolov   | 7-63, ab.         |  |
| 28 | 12-01-2016 | Priceline Pharmacy Kooyong Classic, Melbourne | Non-ATP   | NC       | Dur (ext.) | David Goffin        | Feliciano López       | 6-4, 6-2          |  |
| 29 | 10-01-2017 | Priceline Pharmacy Kooyong Classic, Melbourne | Non-ATP   | NC       | Dur (ext.) | David Goffin        | Ivo Karlović          | 7-62              |  |
| 30 | 09-01-2018 | Priceline Pharmacy Kooyong Classic, Melbourne | Non-ATP   | NC       | Dur (ext.) | Pablo Carreño Busta | Matthew Ebden         | 6-7, 6-4, 6-2     |  |

### Simple dames
| No | Date       | Nom et lieu du tournoi                        | Catégorie | Dotation | Surface    | Vainqueure       | Finaliste       | Score            |  |
| -- | ---------- | --------------------------------------------- | --------- | -------- | ---------- | ---------------- | --------------- | ---------------- |  |
| 1  | 01-1993    | Colonial Classic, Melbourne                   |           | NC       | Dur (ext.) | Rachel McQuillan | Nicole Provis   | 6-2, 3-6, 7-5    |  |
| 2  | 10-01-2017 | Priceline Pharmacy Kooyong Classic, Melbourne |           | NC       | Dur (ext.) | Yanina Wickmayer | Sorana Cîrstea  | 6-4              |  |
| 3  | 09-01-2018 | Priceline Pharmacy Kooyong Classic, Melbourne |           | NC       | Dur (ext.) | Belinda Bencic   | Andrea Petkovic | 3-6, 6-4, [10-4] |  |